# Арбускула
Арбу́скула (лат. (Octavia/Remmia) Arbuscŭla; умерла между 54 и 35 годом до н. э.) — древнеримская мимическая театральная актриса, современница Марка Туллия Цицерона.

## Происхождение
Сохранившиеся письменные источники ничего не сообщают о происхождении Арбускулы, а о её жизни — лишь вскользь. Впрочем, с большой долей вероятности можно предположить, что она являлась либертиной: так, из эпиграфических источников известны Октавия, вольноотпущенница Луция, Арбускула (1-я половина I века) и Реммия, либертина Публия, Арбускула.

## Биография
Арбускула была известной театральной актрисой, исполняя на сцене мимические роли, и являлась современницей братьев Цицеронов. Ещё в I веке до н. э. большинство женских ролей в театрах отводилось мужчинам (во всяком случае, в трагедиях).
В письме к своему другу Титу Помпонию Аттику, датированном 27 июля 54 года до н. э., Марк Туллий Цицерон так отзывается об игре Арбускулы: «В Рим я возвратился ради Фонтея за шесть дней до квинтильских ид. Сначала пошёл на представление, и меня встретили громким и непрерывным рукоплесканием… Ты спрашиваешь теперь об Арбускуле: очень понравилась. Игры — великолепные и приятные».
Гораций в своей 10-й сатире первой книги, обращаясь, по версии М. Гаспарова, к грамматику Орбилию, вкладывает в его уста реплику Арбускулы:

«Если ты хочешь достойное что написать, чтоб читатель / Несколько раз прочитал, — то стиль оборачивай чаще / И не желай удивленья толпы, а пиши для немногих. / Разве ты пишешь для тех, кто по школам азы изучает? / Нет, „мне довольно того, что всадники мне рукоплещут“, — / Как говорила Арбускула, низкой освистана чернью».
— Гораций. Сатиры, I, 10 (72—77).
Более имя Арбускулы в сохранившихся источниках уже не фигурирует.